# Jorge Quiroga Ramírez
Jorge Quiroga Ramírez (n. 5 mai 1960, Cochabamba, Bolivia) a fost președintele Boliviei în perioada 7 august 2001 și 6 august 2002.